# 花岡鉱山
花岡鉱山（はなおかこうざん）は、かつて秋田県大館市に存在した鉱山。

## 概要
1885年に秋田県北秋田郡花岡村で発見された。主要な鉱石は黒鉱と呼ばれる閃亜鉛鉱や方鉛鉱であり、良質な鉱石からは亜鉛や鉛のほか、金や銀などの貴金属も採取していた。日本の金属鉱山としては珍しく、大規模な露天掘りが行なわれていた。
1916年、鉱石輸送専用の鉄道が藤田組によって大館駅 - 松峯駅 - 花岡駅を結んで普通鉄道として開業した（1985年廃止）。
1945年6月30日には中国人労務者が過酷な労働や虐待による死者の続出に耐えかね蜂起した花岡事件が発生する（請負元であった鹿島組がのちに公式的に謝罪・和解した）。

### 戦後
戦後は松峰鉱山、深沢鉱山（1969年鉱床発見）、餌釣鉱山（1975年鉱床発見）など支山の開発に注力し、人工天盤下向充填採掘法やトラックレス鉱石運搬方式等のさまざまな面で新技術を導入するなど、積極的に事業を展開した。
国内屈指の鉱山として操業を続けてきたが、1994年（平成6年）に採算性の問題から採掘を終了した。

## 閉山した跡地
閉山後は、DOWAホールディングス・DOWAエコシステムの研究所やリサイクル工場・廃棄物処理工場が数社稼働している状態である。
- DOWAエコシステム環境技術研究所
- エコリサイクル（使用済みの家電をリサイクル）
- エコシステム秋田（廃棄物処理・リサイクル）
- エコシステム花岡（土壌浄化処理、資源リサイクル）

### 福島第一原発事故に関連するトラブル
鉱山跡地の活用方法の一環として、首都圏のゴミ焼却灰の埋め立てをエコシステム秋田など関連会社が連携して行っていたが、2011年（平成23年）の福島第一原子力発電所事故により飛散した放射性セシウムを含む焼却灰が関東地方など6県から持ち込まれていたことが判明した。
焼却灰は秋田貨物駅を経由してJR貨物で大館駅に搬入され、すでに流山市からエコシステム秋田に搬入された溶融飛灰207トンおよび松戸市の約40トンは、薬剤処理のあと2011年（平成23年）7月までにエコシステム花岡と鹿角郡小坂町のグリーンフィル小坂によって、それぞれ花岡鉱山跡地と小坂鉱山跡地に埋め立て処分されていた。
その後、県は定期的に、埋め立て処分施設や中間処理施設の空間放射線量・放流水の放射性物質濃度・排水汚泥の放射性物質濃度・地下水の放射性物質濃度を計測しており、とくに松戸市からの焼却灰約40トンが埋め立てられているグリーンフィル小坂の施設 では、事故から3年が経過した2014年（平成26年）5月16日の検査結果でも未だに放流水と排水汚泥から放射性セシウムが検出されているが、花岡鉱山跡については敷地境界の空間放射線量の増加は検出されていない。

#### 大館駅で長期間保管され返却された焼却灰
JR大館駅に搬入された焼却灰は、関東地方の広範囲および静岡県から持ち込まれ、コンテナのまま処理されずに長期間保管され、それぞれの環境センターなどへそのまま送り返されている。
- 千葉県
  - 市川市環境清掃部クリーンセンター
  - 柏・白井・鎌ケ谷環境衛生組合
  - 松戸市和名ヶ谷クリーンセンター（7月5日と7日の搬入分である39.53トンは9日と11日にグリーンフィル小坂に埋め立て処分済みであることがのちに判明）[6]
  - 松戸市クリーンセンター
  - 習志野市クリーンセンター
  - 八街市クリーンセンター
- 栃木県
  - 小山広域保健衛生組合中央清掃センター
- 茨城県
  - 稲敷市・江戸崎地方衛生土木組合
- 埼玉県
  - 加須市加須クリーンセンター
  - 杉戸町環境センター
- 神奈川県
  - 大和市環境管理センター
- 静岡県
  - 志太広域事務組合一色工場（焼津市）